# Жуан-Камара
Жуан-Камара (порт. João Câmara) — муниципалитет в Бразилии, входит в штат Риу-Гранди-ду-Норти. Составная часть мезорегиона Сельскохозяйственный район штата Риу-Гранди-ду-Норти. Входит в экономико-статистический микрорегион Байша-Верди. Население составляет 31 757 человек на 2006 год. Занимает площадь 714,951 км². Плотность населения — 44,4 чел./км².
Праздник города — 29 октября.

## История
Город основан в 1928 году.

## Статистика
- Валовой внутренний продукт на 2003 год составляет 62 501 843,00 реалов (данные: Бразильский институт географии и статистики).
- Валовой внутренний продукт на душу населения на 2003 год составляет 2042,14 реалов (данные: Бразильский институт географии и статистики).
- Индекс развития человеческого потенциала на 2000 год составляет 0,639 (данные: Программа развития ООН).